# Carlos III, Duque de Saboia
Carlos III (em francês: Charles de Savoie; Chazey-sur-Ain, 10 de outubro de 1486 – Vercelli, 17 de agosto de 1553), apelidado de "o Bom", foi o Duque de Saboia de 1504 até sua morte. Era o filho mais velho do duque Filipe II e sua segunda esposa Claudina de Brosse, tendo ascendido ao ducado após a morte de seu meio-irmão mais velho Felisberto II.

## Biografia
Carlos III iniciou o seu reinado tendo que se impôr face às exigências da sua meia irmã Luísa de Saboia, que pretendia herdar o ducado, das do seu irmão bastardo Renato de Saboia, que exigia alguns feudos e, por fim, das de seu irmão Filipe de Saboia, Duque de Nemours, que apoiava Luísa e Renato. Sem exército e sem grandes meios, Carlos III não conseguiu ter uma verdadeira política externa, mudando regularmente de aliança entre o seu sobrinho Francisco I de França e o seu cunhado Carlos V. Uma série de derrotas entre 1530 e 1536 retira-lhe a maior parte dos seus estados, deixando-lhe apenas o condado de Nice e o Vale de Aosta.
A autoridade do duque foi posta em causa pelas revoltas da cidade de Genebra e do cantão de Vaud não podendo, então, contar com o apoio do imperador Carlos V, de quem era formalmente vassalo, por este se encontrar bloqueado em Nápoles.
Aproveitando-se da situação, o rei Francisco I de França reclamou a herança de sua mãe, Luísa de Saboia, Duquesa de Némours, sobre Bresse e a província de Faucigny, pelo que as suas tropas invadem a Saboia conquistando as capitais, Chambéry e Turim, e obrigando o duque a refugiar-se em Vercelli (1536).
Após vinte e três anos de guerra e de diplomacia, a Saboia regressa à autoridade do seu duque, embora amputada de territórios anexados pelos helvéticos, situação formalizada em 1559, já no reinado de Emanuel Felisberto, pela Paz de Cateau-Cambrésis.

## Casamento e descendência
Em 1521, em Villefranche, Carlos III casou com a infanta D. Beatriz, filha de D. Manuel I, rei de Portugal, e de D. Maria de Aragão. Por este casamento, torna-se cunhado do imperador Carlos V, que desposaria a infanta D. Isabel, também ela filha de D. Manuel I.
Em 1531, Beatriz recebeu como feudo de seu primo e cunhado, o imperador, o Condado de Asti que, à sua morte, foi herdado por seu filho e permanentemente incluído na Saboia.
Carlos III e Beatriz tiveram nove filhos, dos quais apenas um atingiu a idade adulta:
1. Adriano Jordão Amadeu (1522 † 1523)
2. Luís (1523 † 1536)
3. Emanuel Felisberto (1528-1580), duque de Saboia e Príncipe do Piemonte
4. Catarina (1529 † 1536)
5. Maria (1530 † 1531)
6. Isabel (1532 † 1533)
7. Emanuel (1533 † jovem)
8. Emanuel (1534 † jovem)
9. João Maria (1537 † 1538)